# Waldo's People
Waldo's People je finski eurodance sastav. Predstavljali su Finsku na Euroviziji 2009. s pjesmom Lose Control.
Vođa sastava je glazbenik Waldo (Marko Reijonen), koji je prve uspjehe imao u samostalnoj karijeri sredinom 1990-ih. Njegov sastav, aktivan od 1998., je bio utjecajan u finskoj elektronskoj dance glazbi kasnih 1990-ih i ranih 2000-ih. Prvi spot sastava U Drive Me Crazy je bio prvi finski spot na MTVu.
Članovi sastava su Waldo (vokal), Karoliina Kallio (vokal), Sami Lehto (bubnjevi), Karl Sinkkonen (klavijature) i Kimmo Nissinen (gitara).
Za predstavnike Finske na Euroviziji 2009. izabrani su u nacionalnom finalu Euroviisut 2009., u kojem je njihova pjesma Lose Control osvojila 44,3% glasova publike u svom, drugom polufinalu 16. siječnja 2009., a zatim jedno od prva tri mjesta u finalu i pobjedu s 45,1% glasova publike u superfinalu 31. siječnja 2009. Na Pjesmi Eurovizije u Moskvi, plasirali su se u finale po izboru žirija i zauzeli posljednje, 25. mjesto u finalnoj večeri.

## Diskografija

### Albumi
- Waldo’s People (1998.)
- No Man’s Land  (2000.)
- Greatest Hits  (2008.)
- Paranoid  (2009.)

### Singlovi
- ”U Drive Me Crazy” (1998.)
- ”I Dream” (1998.)
- ”Let’s Get Busy” (1998.)
- ”No Man’s Land” (2000.)
- ”1000 Ways” (2000.)
- ”1000 Ways (Remixes)” (2000.)
- ”Bounce (To The Rhythm Divine)” (2000.)
- ”Back Again” (2008.)
- ”Emperor’s Dawn” (2008.)
- ”Lose Control” (2008.)
- ”New Vibration” (2009.)
- ”I Wanna Be A Rockstar” (2010.)
- "I Wanna Be A Rockstar (Remixes)" (2010.)
- "Jackpot (Feat. LA-X)" (2010.)
- "Echo (Feat. Fawni)" (2011.)
- "You" (2014)
- Movetron & Waldo's People Feat. Oku Luukkainen - Nousee (2019.)